# Neeme Järvi

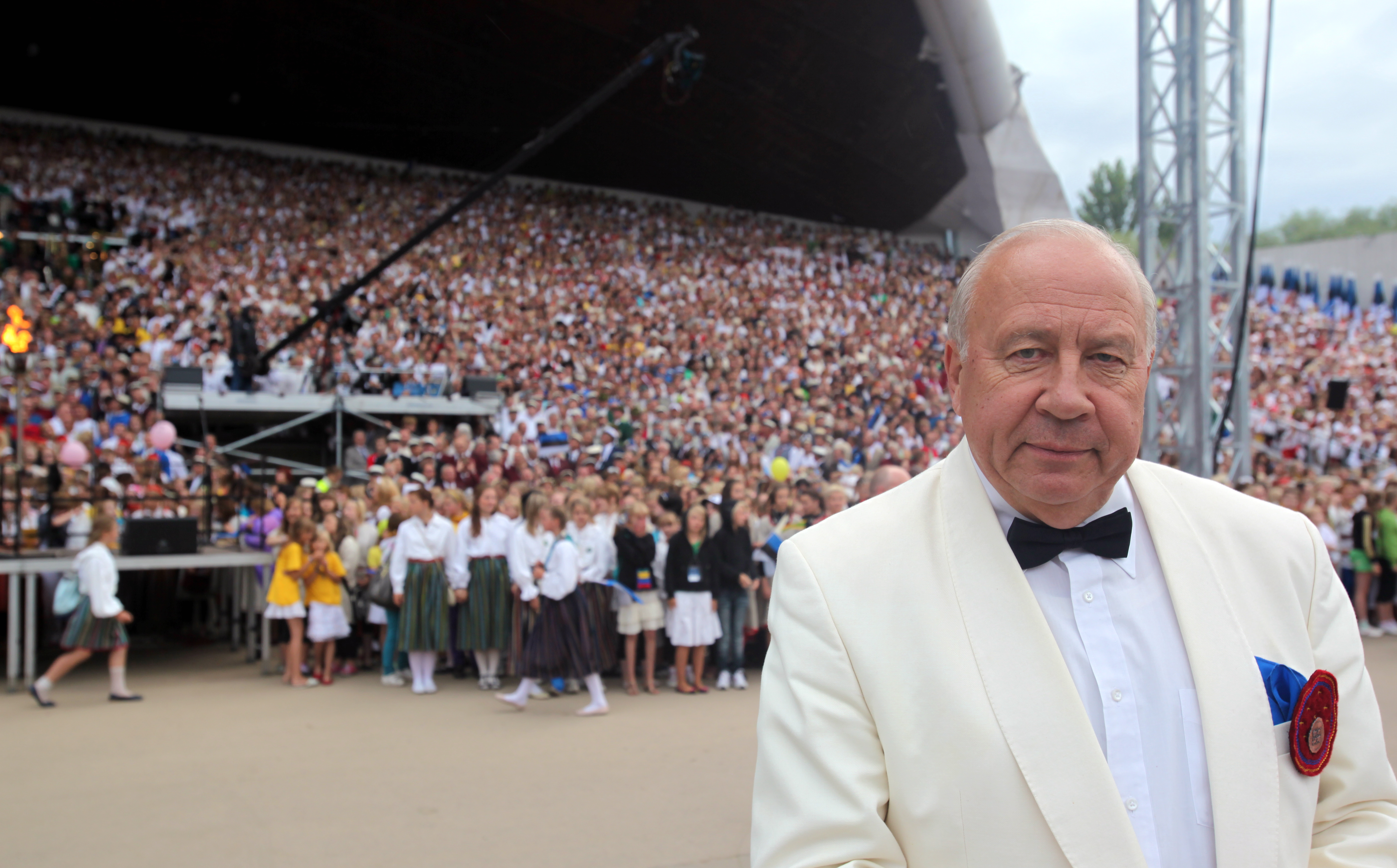
Neeme Järvi auf dem XXV. estnischen Sängerfest 2009

Neeme Järvi (* 7. Juni 1937 in Tallinn) ist ein in Estland geborener Dirigent. Er ist seit 1987 US-amerikanischer Staatsbürger.

## Biografie

### Zeit in Estland bis 1980
Neeme Järvi studierte an der Tallinner Musikschule Schlagzeug und Chorleitung und von 1955 bis 1960 Dirigieren am Leningrader Konservatorium bei Rabinowitsch und Mrawinski. Von 1963 bis 1979 war er musikalischer Direktor des estnischen Radio-Rundfunksymphonieorchesters, das 1975 in Eesti Riiklik Sümfooniaorkester (ERSO) umbenannt wurde. Ab 1966 war er außerdem Oberleiter des estnischen Opernhauses. 1971 gewann er den Wettbewerb der Accademia Nazionale di Santa Cecilia in Rom. Neben seinen Gastauftritten bei allen bedeutenden Orchestern der Sowjetunion, vor allem auch den Leningrader Philharmonikern, mit denen er in den USA auftrat, folgten Einladungen nach Westeuropa, Nord- und Mittelamerika und nach Japan. Ab 1977 dirigierte Järvi auch an den Opernhäusern in Buenos Aires, Rio de Janeiro und an der Metropolitan Opera.

### Zeit im Westen seit 1980
1980 setzte Järvi im damals sowjetischen Estland Musik von Arvo Pärt auf den Spielplan. Daraufhin wurde er entlassen und musste mit seiner Familie in die USA emigrieren. Er ging zunächst nach New Jersey, von wo aus er in der Folge bei allen großen Orchestern Nordamerikas gastierte. 1982 wurde er Chefdirigent der Göteborger Symphoniker, ein Posten, den er bis 2004 innehatte und der die längste Amtszeit eines einzelnen Dirigenten bei diesem Orchester darstellt. Das Orchester wuchs dank Industriesponsoren von 80 auf 110 Mitglieder. Daneben übernahm er von 1984 bis 1988 auch die Leitung des Royal Scottish National Orchestra, von 1990 bis 2005 die des Detroit Symphony Orchestra. Bis 2009 war er Musikdirektor des New Jersey Symphony Orchestra und bis 2011 des Residentie Orkest Den Haag.
2010 übernahm Järvi erneut das Eesti Riiklik Sümfooniaorkester (ERSO). Trotz des erklärten Rücktritts im November 2010 wegen unzureichender Subventionen blieb er dessen künstlerischer Leiter. Ab 2011 war er zusätzlich künstlerischer Leiter des Orchestre de la Suisse Romande und von 2012 bis 2015 dessen Chefdirigent.

### Familie
Neeme Järvi und seine Frau Liilia haben drei Kinder. Ihre zwei Söhne, Paavo (* 1962) und Kristjan (* 1972), sind ebenfalls Dirigenten. Die Tochter Maarika Järvi (* 1964) ist Flötistin.

### Aufnahmetätigkeit
Järvi zählt mit weit über 400 Einspielungen zu den Dirigenten mit den meisten Tonaufnahmen. Kein anderer Dirigent hat dermaßen viele unbekannte Werke auf Tonträgern verfügbar gemacht. Er erwarb sich Verdienste um unbekanntes romantisches und gemäßigt modernes Repertoire. Er hat Verträge mit Plattenfirmen wie der schwedischen BIS Records und der britischen Chandos Records.